# Smar SW
SMAR SW – polski zespół muzyczny założony w 1989 roku w Rzeszowie. Pierwszy koncert odbył się 17 maja 1990 w klubie "o to chodzi" razem z węgierską grupą Trottel. We wrześniu 1991 zespół nagrywa pierwszą kasetę - Wszyscy jebnięci są nasi, która zostaje wydana w ilości 50 sztuk.
18 stycznia 1992 odbywa się koncert z zespołem Kolaboranci, który zostaje zarejestrowany i wydany jako kaseta Koncert na Zalesiu.

## Skład
- Paweł „Sezon” – śpiew
- Grzegorz „Kaktus” – gitara basowa
- Robert „Yogurth” – gitara
- Rafał „Słoniu” – perkusja
- Przemek „Ninja” – gitara basowa (1989–1994)
- Wacek „Sikor” – perkusja (1989–1995)

## Albumy
- 1991 Wszyscy jebnięci są nasi
- 1992 Koncert na Zalesiu
- 1992 W jedności siła
- 1993 Walczmy o swoje prawa
- 1995 Świadomość
- 1996 Samobójstwo